# Catasto Alessandrino
Il Catasto Alessandrino è la prima redazione sistematica e completa delle tenute dell’Agro Romano. 

## Storia
La redazione del catasto fu ordinata nel mese di gennaio 1660 dal papa Alessandro VII. L'incarico venne svolto dall'Ufficio della Presidenza delle Strade. 
I primi tentativi di censire i terreni dell'Agro risalgono al secolo XV, ma questi rimasero parziali per molto tempo, anche a causa della gestione autonoma della rete viaria extraurbana dell'Agro da parte dei proprietari terrieri, che risultava pertanto disomogenea e di difficile verifica: tale disomogeneità è comunque riflesso anche sul "catasto" alessandrino.